# Effet oligodynamique

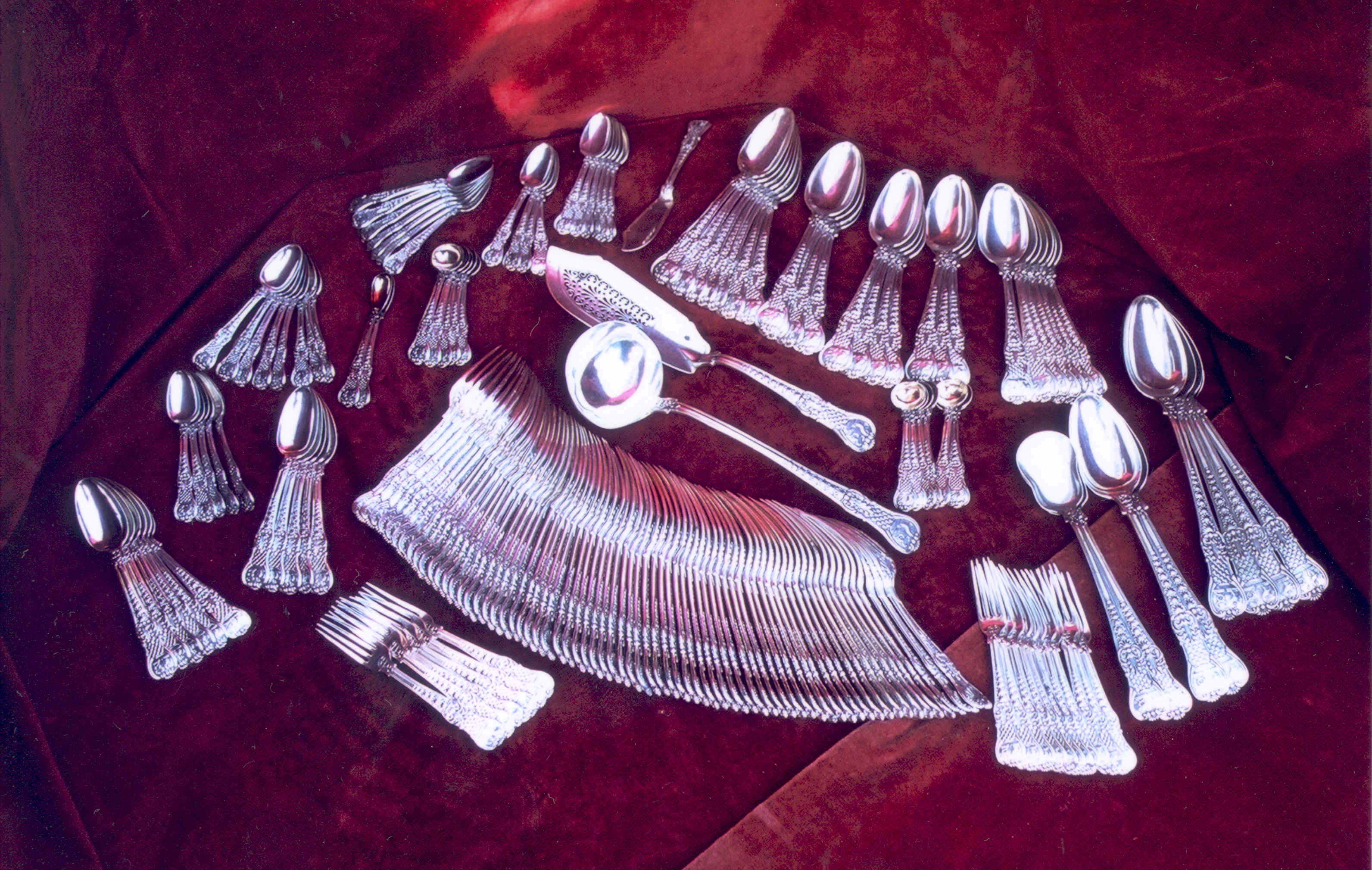
L'argenterie a tendance à se désinfecter naturellement sous l'effet oligodynamique.

L'effet oligodynamique (du grec ancien ὀλίγος [oligos] « peu » et δύναμις [dynamis] « puissance ») est un concept introduit en 1893 par le botaniste suisse Karl Wilhelm von Nägeli[réf. nécessaire] décrivant l'effet toxique des ions métalliques sur les cellules de microorganismes procaryotes et eucaryotes — bactéries, algues, moisissures, spores, mycètes, etc. — même à concentration relativement faible. Cet effet antimicrobien se manifeste avec les cations de mercure, d'argent, de cuivre, de fer, de zinc, de bismuth, d'or, d'aluminium et d'autres métaux.

## Origine du phénomène
Plusieurs ions métalliques, notamment d'éléments-traces métalliques, montrent un tel effet à des degrés divers. Le mécanisme exact en demeure inconnu. Les bactéries y sont en général sensibles contrairement aux virus, ce qui laisse penser que les cations métalliques agissent sur le métabolisme cellulaire. 
Une étude népalo-coréenne sur les cations d'argent Ag+ suggère que ces ions dénaturent les enzymes des cellules en se liant à des groupes réactifs, conduisant à la précipitation et à l'inactivation de ces protéines. L'argent inactiverait les enzymes en réagissant avec des groupes thiol de résidus de cystéine ce qui donne des sulfures d'argent. L'argent réagirait également avec les groupes amine, carboxyle, phosphate et imidazole, réduisant l'activité de la lactate déshydrogénase et de la glutathion peroxydase.

## Applications
Certains métaux tels que l'argent, le cuivre et les alliages de cuivre (laitons, bronzes, billons) sont connus pour être bien plus toxiques pour les bactéries que d'autres métaux tels que l'acier inoxydable et l'aluminium, raison pour laquelle ils sont utilisés dans certains désinfectants ou dans les matériaux de surface que l'on souhaite désinfecter. L'argent peut ainsi être utilisé dans le traitement de surface d'instruments médicaux afin de les protéger contre la formation de biofilms bactériens. Les poignées de porte sont couramment réalisées en laiton, tandis que l'intérieur des réservoirs d'eau potable dans les avions et les bateaux est souvent recouvert d'un revêtement argenté. La sulfadiazine argentique est un médicament utilisé en pommade pour désinfecter les plaies superficielles, notamment les brûlures. Du nano-argent, obtenu par exemple en irradiant des solutions de nitrate d'argent avec un faisceau électronique, est efficace contre les bactéries à Gram négatif telles qu'E. coli. Le nitrate d'argent s'est révélé être efficace pour bloquer le développement du virus de l'herpès de type 1 mais pas celui de type 2.
Les cations métalliques, tout comme le rayonnement ultraviolet, sont susceptibles d'interférer avec les antibiotiques à travers un phénomène de co-sélection conduisant à l'émergence de souches pharmacorésistantes et de facteurs de résistance susceptibles de se transmettre à d'autres organismes dans les hôpitaux et dans les fermes.